# Tube Records
La Tube Records è stata una casa discografica punk rock fondata nel 1997 a Gornate Olona. 

## Storia della Tube Records
La Tube Records nacque a Gornate Olona nel 1997, prendendo ispirazione per il nome dalla metropolitana di Londra. L'idea di Dario Guglielmetti, che assieme ai soci Lorenzo e Luca, con cui gestiva un locale di live music in città, era quella di creare una etichetta underground che riuscisse ad arrivare capillarmente in tutto il territorio italiano. Fu così che nello stesso anno l'etichetta pubblicò il suo primo album, che era Cosa facciamo? della band Porno Riviste.
Nei primi anni di attività l'etichetta progredì lentamente pubblicando nel 1998 il secondo album dei Bassistinti intitolato Bassin' Core e nel 1999 di nuovo i Porno Riviste con Fino alla fine e gli Skruigners con Grazie di tutto. Fu poi di quest'anno la pubblicazione del primo 7" della Tube Records, uno split condiviso tra Porno Riviste e PAY.
Negli anni successivi l'etichetta ebbe una notevole espansione arruolando nelle proprie file molte delle band punk rock ed hardcore punk sia contemporanea come Gerson, Bambole di pezza, Clark Nova, Jolaurlo, Stiliti, che band storiche della scena come Rappresaglia e Klasse Kriminale.
Nel 2021, dopo alcuni anni di inattività, l'etichetta rinasce come Tube Music, pubblicando la ristampa in vinile (in collaborazione con La Scena Dischi) di Cosa facciamo?, il primo album delle Porno Riviste ma anche dell’etichetta.

## Gruppi di Tube Records
- 200 Bullets
- Bambole di pezza
- Bassistinti
- Clark Nova
- Cripple Bastards
- Gerson
- Io?Drama
- The Jains
- Jolaurlo
- Klasse Kriminale
- Massakritica
- PAY
- Pensione Libano
- Porno Riviste
- Rappresaglia
- Sesto Piano
- Skruigners
- The Stereoracers
- Stiliti
- Woptime